# Project Blue Earth SOS
Project Blue Earth SOS (jap. Project BLUE 地球SOS, Project BLUE Chikyū SOS) ist eine japanische Anime-Serie, welche als 6-teilige OVA veröffentlicht wurde. Die Serie basiert auf einigen Zeichnungen von dem Science-Fiction-Künstler Shigeru Komatsuzaki, welche er in den 1940er Jahren veröffentlicht hat.

## Handlung
1995 wird eine neue Antriebsart, der G-Reaktionsantrieb getestet. Während dieses Tests wird das Flugzeug von regenbogenfarbenen Strahlen angegriffen und zerstört, der Pilot James als vermisst gemeldet. Fünf Jahre treffen auf dem Bahnhof von Metropolitan die beiden Jungs Penny Carter und Billy Kimura aufeinander, wo zum selben Zeitpunkt ein neuer Stromlinienzug mit dem G-Reaktionsantrieb seine Jungfernfahrt haben soll. Penny macht Billy darauf aufmerksam, das jedes Mal, wenn ein Fahrzeug mit einem G-Reaktionsantrieb seine Jungfernfahrt aufnahm, es kurz darauf verschwand. Tatsächlich verschwindet der Zug kurz darauf vor der erstaunten Menge in einem regenbogenfarbenen Licht. Billy und Penny machen daraufhin einige Nachforschungen und finden heraus, dass Außerirdische die Erde erobern wollen.
Nach und nach entdecken die beiden Freunde, was es mit den Baguanern, wie sich die Außerirdischen selber nennen auf sich hat. Der geniale Professor Steamson suchte das Universum nach extraterrestrischen Leben ab und fand heraus, dass es außer den Menschen kein Leben mehr im All gab. So klonte er aus seiner Enkelin Margaret die Infabel, modifizierte ihre Erbanlagen so, dass sie auch extreme Umweltbedingungen überstehen können und schickte sie ins All. Dort gerieten sie in eine Raum-Zeit-Verzerrung, wo sie Millionen Jahre zubrachten, was ihre technische Überlegenheit erklärt. Jedoch sind die Infabel durch die vielen Jahre im Weltraum degeneriert und sind zur Erde zurückgekehrt, da sie hoffen, ihren Sterbeprozess hier aufhalten zu können. Jedoch ist die Degeneration bei ihnen bereits zu weit fortgeschritten, als das der Tod noch verhindert werden kann. So sterben alle Baguaner bis auf einen, welches sich zu einem Baby zurückentwickelt hat. Margaret entschließt sich schließlich, bei dem Baby zu bleiben und mit dem Planeten der Baguaner wieder zurück ins Weltall zu fliegen. In der letzten Szene kann man Penny, der sich im Verlauf der Ereignisse in Margaret verliebt hat, dabei sehen, wie er das Universum nach dem Planeten der Baguaner und damit auch nach Margaret selbst absucht.

## Veröffentlichungen
Die OVA wurde vom 2. Juli 2006 bis zum 3. Dezember 2006 veröffentlicht, Regisseur war Tensai Okamura, für die Animationen war das Studio A.C.G.T. verantwortlich. Im japanischen Fernsehen wurde die Serie auf dem Fernsehsender AT-X ausgestrahlt. Außer in Japan wurde die Serie auch in Nordamerika von ADV Films und in Deutschland von Panini Video auf jeweils drei DVDs veröffentlicht.
Anders als in Japan wurde die Serie von Panini Video nicht in 6 Episoden veröffentlicht, sondern man hat jeweils eine Episode in zwei aufgeteilt, sodass die deutsche Veröffentlichung 12 Episoden umfasste.

### Synchronisation
| Rolle           | Japanischer Sprecher (Seiyū) | Deutscher Sprecher |
| --------------- | ---------------------------- | ------------------ |
| Billy Kimura    | Akeno Watanabe               | Simon T. Roden     |
| Penny Carter    | Mitsuki Saiga                | Heiko Obermöller   |
| Lotta Brest     | Ryō Hirohashi                | Silke Linderhaus   |
| Captain Clayton | Masaru Ikeda                 | Hans Bayer         |
| Dr. Brest       | Shinji Ogawa                 | Volker Wolf        |
| Emely           | Sayaka Ohara                 | Susanne Dobrusskin |
| James           | Yūji Ueda                    | Fritz Rott         |